# WWE 2K19
WWE 2K19 est un jeu vidéo édité par 2K Sports. Il est sorti le 9 octobre 2018 (édition classique), le 5 octobre 2018 (édition Deluxe et édition Collector), mondialement sur PlayStation 4, Xbox One et Microsoft Windows. Il s'agit de la vingtième édition basée sur la fédération de catch World Wresling Entertainment, et du sixième opus de la série WWE 2K. Il est précédé par WWE 2K18 et suivi par WWE 2K20.

## Annonces
Le jeu est annoncé le 16 mai 2018 par WWE 2K. Lors d'une conférence de presse, AJ Styles annonce qu'il sera sur la jaquette du jeu WWE 2K19. Lors de RAW du 25 juin, WWE 2K dévoile la bande annonce du bonus de précommande qui marque le retour de Rey Mysterio. Deux semaines après, également à RAW, une bande annonce dévoile que Ronda Rousey est la deuxième superstar du bonus de précommande du jeu.
Le 25 juillet 2018, WWE 2K annonce une édition collector intitulée: "Wooooo! Edition", centrée sur la carrière de Ric Flair, avec également la présence de sa fille Charlotte Flair.
Le 25 août 2018, à l'occasion du show UK en Angleterre, WWE 2K annonce que Pete Dunne et Tyler Bate feront leurs débuts dans le jeu WWE 2K19.[réf. nécessaire]
Le 30 août 2018, WWE 2K a diffusé une émission de composition sur leur chaîne YouTube, animée par Rusev, Lana et The B-Team (Bo Dallas et Curtis Axel), dans lesquels les 75 premiers membres de la liste ont été dévoilés. [10]
2K Sports a annoncé que les serveurs en ligne fermeront le 30 juin 2022.

## Retrait de la vente
En juillet 2022, le jeu et ses DLCs ont été retirés de la vente.